# ساختار جمله در زبان فارسی
ساختار جمله در دستور زبان فارسی به صورت «واحدی از زبان که از یک بند یا بیشتر تشکیل شده و از دوگونه «جمله هسته‌ای» و «جمله خوشه‌ای» تشکیل می‌شود» تعریف شده است. در زبان فارسی در میان پنج واحد جمله، بند، گروه، کلمه و واژک جمله بزرگ‌ترین گروه را شامل می‌شود که از اجماع منظم چند کلمه حاصل می‌شود. جمله از نظر دستوری و مکان و زمان انواعی دارد

## ساختمان کلی جمله
در زبان فارسی جمله به واحدی از زبان گفته می‌شود که از یک بند یا بیشتر تشکیل شده باشد. جمله فارسی بر دوگونه جمله هسته‌ای و جمله خوشه‌ای تقسیم می‌شود.
از دیگر عناصر با اهمیت در ساختار جمله می‌توان از هسته و وابسته، تکرار، انشعاب و لانه‌گیری نام برد.

## انواع جمله
در زبان فارسی جملات بر دو دسته تقسیم می‌شوند:

### جمله هسته‌ای
جمله هسته‌ای از یک هسته مرکزی و تعدادی وابسته تشکیل شده است که وجود هسته در جمله اجباری و وجود وابسته‌ها اختیاری است، به عنوان مثال بند «تو حتماً برخیز» می‌تواند بدون نیاز به هیچ پس یا پیش دیگری به صورت مستقل به جای یک جمله بنشیند، ولی بندهایی چون «چون او خیلی آدم بخشنده‌ای است»، «اگر او به ملاقاتت آمد» یا عبارت «و الا او خواهد ترسید» و مانند این‌ها نمی‌توانند به تنهایی در جای یک جمله بنشینند، این وابسته‌های برای متمم خود احتیاج به هسته دارند.